# Namakura Gatana
Namakura Gatana (jap. なまくら刀, dt. „das stumpfe Schwert“) beziehungsweise Hanawa Hekonai Meitō no Maki (塙凹内名刀之巻, dt. etwa: „Hanawa Hekonais berühmtes Schwert“) ist ein kurzer japanischer Anime aus dem Jahr 1917, der vom Trickfilmer und Karikaturisten Kōuchi Jun’ichi produziert wurde.
Der kurze Stummfilm wurde im März 2008 in einem Antiquitätenladen in der japanischen Stadt Osaka wiederentdeckt, hat eine Länge von zwei Minuten und zeigt einen Samurai, der mit seinem neu gekauften Schwert nicht zurechtkommt.